# دي بوي
 دي بوي سينثيس (بالإنجليزية: DePuy Synthes) هي شركات عظام، جراحة المخ والأعصاب. تم الاستحواذ عليها من قبل جونسون آند جونسون في عام 1998، وتشكل شركاتها جزءًا من مجموعة جونسون آند جونسون للأجهزة الطبية.
تقوم شركة دي بوي جراحة العظام بتصميم وتصنيع وتسويق وتوزيع المنتجات لإعادة بناء المفاصل التالفة أو المريضة ولإصلاح وإعادة بناء إصابات الهيكل العظمي.
يخضع دي بوي حاليًا لأكثر من 11000 دعوى قضائية تتعلق بسحبه لأنظمة استبدال الورك المعيبة، والتي يقدر المحامون ومحللو الصناعة أنها ستكلف الشركة الأم جونسون آند جونسون مليارات الدولارات لحلها.

## روابط خارجية
- الموقع الرسمي